# Блэк-Меса
Блэк-Меса (англ. Black Mesa) — столовая гора на вулканическом плато на крайнем северо-западе штата Оклахома, в Оклахомском выступе (англ. Oklahoma Panhandle), недалеко от административных границ со штатами Нью-Мексико и Колорадо. Оклахомский выступ — безводная, почти безлесная область Великих Равнин, 269 км в длину и 55 км в ширину. Является высшей точкой штата — 1516 м.
Mesa (с англ. — «стол») — американский геологический термин, означающий столовую гору, то есть холм с плоской вершиной. Термин заимствован из испанского (эти земли до XIX века были частью Мексики) где означает «стол», а в данном контексте — «плоскогорье». Столовые горы распространены на западе США, на таких холмах индейцы строили свои жилища.